# Euura proxima
Espèce
Euura proxima (anciennement Pontania proxima) est une espèce d'insectes hyménoptères de la famille des Tenthredinidae responsable de la formation de galles présentes sur les feuilles de saules.

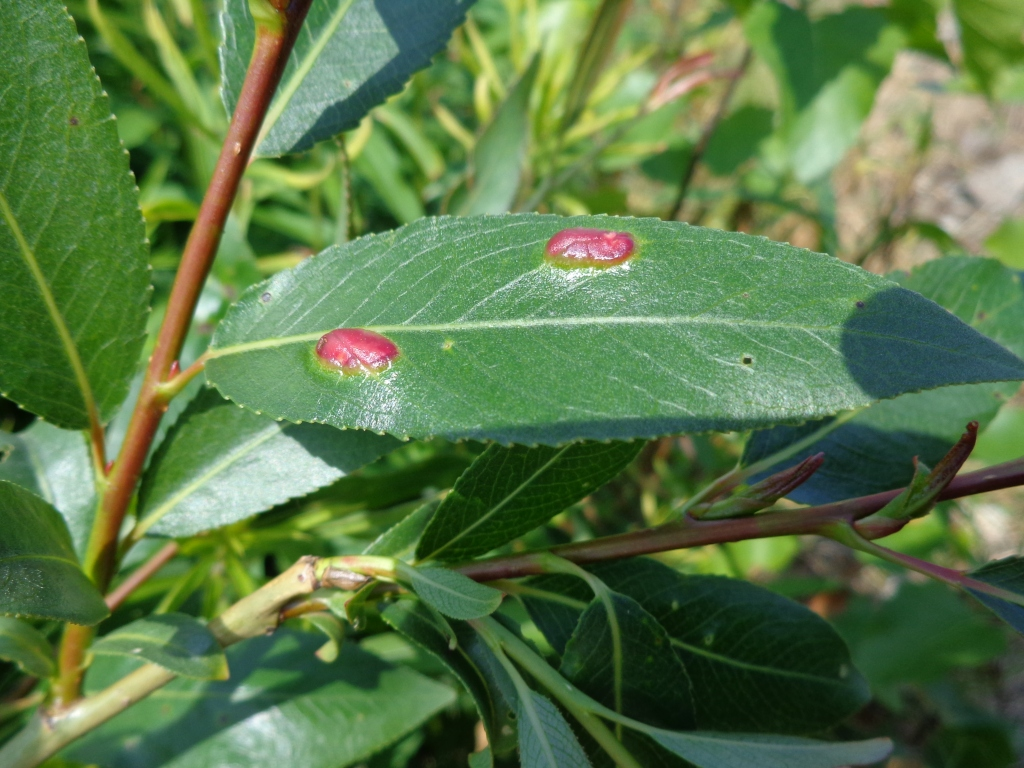
Galles causées par
Euura proxima.